# Rejon atiaszewski
Rejon atiaszewski (ros. Атяшевский район, erzja Отяжеле велесь, moksza Атяшевань аймак) – jednostka administracyjna wchodząca w skład Republiki Mordowii w Rosji.
Poza Atiaszewem (centrum administracyjnym rejonu) w granicach rejonu usytuowane są m.in. wsie: Ałowo, Bolszije Manadyszi, Kirżemany, Kozłowka, Czełpanowo, Atiaszewo, Sabanczejewo.

## Osoby związane z rejonem
- Tatiana Nikołajewna Bibina[4] (ur. 1939, we wsi Czełpanowo – 1960) – operatorka dźwigu, uhonorowana orderem „Znak Honoru” (poświęciła życie ratując innych)